# ائولا (اورگن)
ائولا (به انگلیسی: Eola) یک منطقهٔ مسکونی در ایالات متحده آمریکا است که در شهرستان پولک، اورگن واقع شده‌است. ائولا ۰٫۲ کیلومتر مربع مساحت و ۴۵ نفر جمعیت دارد و ۷۰ متر بالاتر از سطح دریا واقع شده‌است.